# OMG (сингл-альбом)
OMG (акроним от «Oh My God») — первый сингл-альбом южнокорейской гёрл-группы NewJeans, выпущенный 2 января 2023 года на лейблах ADOR (дочерний лейбл Hybe Co.), YG Plus (совместное предприятие Hybe Co. и YG Entertainment) и 10 марта в США на Geffen Records. Включает в себя две песни — ведущий сингл «Ditto», выпущенный 19 декабря 2022 года, и заглавный сингл «OMG», появившийся одновременно с альбомом. Авторами песен с альбома стали участницы группы Ханни и Минджи, а также песенники Hybe Co., музыки — Пак Чинсу, 250, Ильва Димберг и Дейвид Давуд. Продюсированием трека занималась CEO лейбла ADOR Мин Хиджин вместе с Пак Чинсу и 250. Группа продолжила закрепление успеха предыдущего альбома, вновь записав композиции в стиле западной музыки 1990-х и 2000-х годов. Альбом стал ещё успешнее предшественника и достиг первого места в Circle Chart Республики Корея и Oricon Японии, а «Ditto» и «OMG» попали в Billboard Hot 100, благодаря чему NewJeans стали пятой корейской группой в истории чарта.

## Предыстория и релиз
22 апреля 2022 года NewJeans без подготовки и предварительной рекламы выпустили сингл «Attention», дебютировав на корейской поп-сцене. Такие случаи в индустрии являются крайне редкими, и релиз привлёк к NewJeans повышенное внимание публики. На следующий день состоялся релиз сингла «Hype Boy», ставший ещё более популярным, нежели его предшественник, и с выходом которого группу стали называть «глобальной сенсацией» в мире K-pop. Песня получила высокие рейтинги критиков, попав в списки лучших песен года разных изданий, а также высокий уровень популярности на родине и в мире. Выпущенный 30 ноября дебютный мини-альбом занял высокие позиции в чартах по всему миру и получил высокие оценки слушателей и критиков. С ним группа стала одним из самых влиятельных K-pop-коллективов в мире.
Уже 10 ноября на YouTube-канале Hybe Co. вышел брифинг с CEO ADOR Мин Хиджин, в ходе которого она объявила, что группа вернётся в январе следующего года с новым релизом — первым сингл-альбомом группы OMG. На брифинге Мин Хиджин объявила, что сингл-альбом будет состоять из двух песен — сингла, который выйдет 19 декабря, до релиза основного альбома, и заглавного сингла, который группа задумала ещё во время создания мини-альбома. 12 декабря вышел первый тизер к грядущему альбому и ведущему синглу, а сам сингл — «Ditto» — вышел 19 декабря 2022 года. В видеоклипе на него снялись звёзды сериала «Мы все мертвы» Пак Чиху и Чхвэ Хёнук, а его действие разворачивается в стенах старшей школы. 2 января 2023 года последовал релиз альбома. Видеоклип на заглавный сингл «OMG» авторства режиссёра Син Сувока, который также является режиссёром «Ditto», вышел в один день с альбомом. Его действие происходит в необычной психбольнице, которая выглядит совсем не жутким местом, а безопасным пространством, способствующим тому, чтобы рассказать о своих чувствах и переживаниях.

## Композиции
Сингл-альбом включает две композиции: ведущий сингл «Ditto» и заглавный сингл «OMG». По словам руководительницы ADOR Мин Хиджин, «Ditto» вдохновлён «балтиморской школой танцевальной музыки с брейками старой школы». Песня длится 3 минуты и 6 секунд и записана в тональности фа-диез минор при темпе 134 удара в минуту. Песня «OMG», в которой рассказывается о «пылающем сердце», записана в традиционном для группы мягком и минималистичном стиле, в котором смешаны элементы гэриджа, хип-хопа (в том числе трэпа) и RnB. Она длится 3 минуты и 32 секунды и записана в тональности ля минор при темпе в 127 ударов в минуту.

## Восприятие
| Оценки критиков | Оценки критиков |
| Источник        | Оценка          |
| --------------- | --------------- |
| NME             | [ 11 ]          |
| IZM             | («Ditto»)       |

Критик онлайн-журнала IZM Хан Сунхён описал ведущий сингл «Ditto» как более похожий на дебютный сингл «Attention», нежели на другие работы группы. «Ditto», по его мнению, переиначивает «Attention» и стилистически оказывается на него похож. Песня выделяется лёгким ритмом, ненапряжёнными голосами и «блеклым инструментарием», который подчёркивает важность именно вокальной составляющей и «рисует, таким образом, зиму, а не лето». Песня, по словам критика, в отличие от «Hype Boy», ориентирована на более старшее поколение и вместе со взрослым клипом показывает, что не рассматривает членов группы как единственную её важную составляющую: песня как бы приоткрывает «полупрозрачный занавес» всей K-pop-индустрии. Заглавный сингл альбома «OMG», по словам критика онлайн-журнала Pitchfork Джошуа Ким, является меланхоличной песней о любви и страдающем сердце, записанной в стиле мягкого и минималистичного ритм-энд-блюза, который постепенно «набирает обороты», раскрываясь в бридже.
Критик журнала New Musical Express Риан Дейли поставила альбому оценку в 4 балла из пяти возможных. Она писала, что в 2022 году группа уже задала высокую планку качества и, чтобы продолжить своё триумфальное шествие, ей требовалось начать год с какого-то релиза, который бы не посрамил, а, по возможности, превзошёл бы их дебют. По словам Дейли, группе удалось это сделать, похоже, без особого труда. С альбомом группа последовала по тому же пути, который проложил их дебютный проект и позволил группе выделиться: это треки в стиле коллективов 1990-х и начала 2000-х годов, которые не звучат старо благодаря использованию современных методов производства и «изобретательных и уникальных комбинаций». Риан заявила, что первый из треков, «Ditto», как взгляд на балтиморскую танцевальную музыку, является песней одновременно «туманной и энергетически захватывающей», чей барабанный бой продвигает её вперёд, а вокал добавляет таинственности, слегка останавливая шествие. Критик написала, что воспринимает песню как саундтрек, похожий на «эйфорический порыв», к моменту жизни, именуемому началом влюблённости. Во втором же треке, по словам Риан, яркое смешение жанров создаёт «звуковой эквивалент передвижения по клубу на хоппере», который лишь усиливает вокал, словно отправляющий слушателя выше в небо. Риан отметила, что в альбоме нет композиций, которые были бы способны превзойти жемчужины их дебюта, однако альбом всё равно хорош — и даёт группе шанс, при продолжении в том же духе, стать главной группой современного K-pop.
Число предзаказов на альбом к моменту релиза превзошло отметку в 800 тысяч копий, что является «ошеломительным успехом» для столь недавно дебютировавшей группы. 26 января альбом преодолел отметку в миллион проданных копий, став первой пластинкой NewJeans с таким показателем. 15 марта 2023 года заглавный сингл преодолел отметку в 200 миллионов прослушиваний на сервисе Spotify. Ведущий сингл альбома «Ditto» стал первым релизом группы, попавшим в главный музыкальный чарт США — Billboard Hot 100, расположившись на 96-й позиции. Благодаря этому NewJeans стали пятым в истории K-pop-коллективом после Wonder Girls, BTS, Blackpink и Twice, чья песня попала в данный чарт, и первыми корейскими новичками в чарте с сентября 2016 года. К 14 февраля он же стал самой прослушиваемой песней женской K-pop-группы в истории сервиса на территории США, обогнав совместную песню Blackpink и Селены Гомес «Ice Cream». Заглавный сингл «OMG» стал вирусным, распространившись с помощью платформы TikTok. Он же занял 74-ю строчку в списке Billboard Hot 100.

## Список треков
| №                   | Название            | Текст песни                                     | Музыка                                  | Длительность |
| ------------------- | ------------------- | ----------------------------------------------- | --------------------------------------- | ------------ |
| 1.                  | «OMG»               | Gigi, Ильва Димберг и Ханни                     | Пак Чинсу, Ильва Димберг и Дейвид Давуд | 3:32         |
| 2.                  | «Ditto»             | Ильва Димберг, The Black Skirts, Oohyo и Минджи | Ильва Димберг и 250                     | 3:06         |
| Общая длительность: | Общая длительность: | Общая длительность:                             | Общая длительность:                     | 6:38         |

## Чарты
| Чарт (2023)                                  | Высшая позиция |
| -------------------------------------------- | -------------- |
| Валлония (Ultratop)                          | 173            |
| Республика Корея (Альбомный, Circle)         | 1              |
| Португалия (Альбомный, AFP)                  | 8              |
| Хорватия (Международный альбомный чарт, HDU) | 13             |
| Фландрия (Ultratop)                          | 69             |
| Япония (Комбинированный, Oricon)             | 1              |
| Япония (Продаж, Billboard Japan)             | 2              |

| Чарт (2023)                          | Высшая позиция |
| ------------------------------------ | -------------- |
| Республика Корея (Альбомный, Circle) | 2              |
| Япония (Синглов, Oricon)             | 11             |

| Чарт (2023)                          | Позиция |
| ------------------------------------ | ------- |
| Республика Корея (Альбомный, Circle) | 26      |
| Япония (Комбинированный, Oricon)     | 3       |

## Сертификации
| Регион           | Организация | Версия                        | Сертификация | Источник |
| ---------------- | ----------- | ----------------------------- | ------------ | -------- |
| Республика Корея | KMCA        | OMG                           | Миллионная   | [ 40 ]   |
| Республика Корея | KMCA        | OMG (эксклюзивно для Weverse) | платиновый   | [ 40 ]   |

## История релиза
| Регион           | Дата          | Формат релиза              | Лейбл          | Источник |
| ---------------- | ------------- | -------------------------- | -------------- | -------- |
| Мир              | 2 января 2023 | Цифровая загрузка/стриминг | ADOR YG Plus   | [ 41 ]   |
| Республика Корея | 2 января 2023 | CD                         | ADOR YG Plus   | [ 42 ]   |
| США              | 10 марта 2023 | CD                         | Geffen Records | [ 43 ]   |